# Antiblemma agrotera
Antiblemma agrotera là một loài bướm đêm trong họ Erebidae.